# Selvino Assmann
Selvino José Assmann (Venâncio Aires, 24 de maio de 1945 - Florianópolis, 30 de setembro de 2017) foi professor universitário emérito em Filosofia e tradutor.

## Biografia
Selvino José Assmann, filho primogênito de Verônica e Oswaldo Assmann e irmão de Luiz Paulo, Áurea e Jorge, nasceu no município de Venâncio Aires em 24 de Maio de 1945. O primeiro idioma que aprendeu foi o Alemão, ainda no ambiente familiar, e em seguida foi educado no Português e outros 6 idiomas a partir da educação formalizada.
Selvino frequentou a Escola São José de Arroio Bonito e permaneceu estudando em Venâncio até 1957, ano em que foi para o Ginásio Colegial no Seminário em Gravataí, aos 12 anos de idade. Em 1961 - aos 16 anos de idade, se mudou para o Ensino Médio no Seminário Católico em Viamão. Em seguida, entrou no Ensino Superior também em Viamão, como graduando em Filosofia no N. Sra. Imaculada Conceição Viamão até 1967 e se formou aos 22 anos de idade.
Foi convidado a se inscrever na graduação em Teologia na Pontificia Università Gregoriana, em Roma, de 1967 a 1970. Em seguida, realizou o Mestrado em Teologia na mesma universidade, de 1970 a 1971, “Sobre a Historicidade do Dogma Cristão”. De 1971 a 1973, voltou para o estudo da Filosofia com o Mestrado na Pontificia Università Lateranense, com o tema “Filosofia da Educação de Paulo Freire”.
Retornou ao Brasil após o segundo Mestrado e iniciou a lecionar em 1976 na UFSC (Universidade Federal de Santa Catarina) no curso de Filosofia. De 1980 a 1983, realizou o Doutorado em Filosofia também na Pontificia Università Lateranense, sobre “A Filosofia da História de Leopoldo Zea - A América Latina e a História”. Em 1992 tornou-se Professor Titular e no ano de 2016 recebeu o título de Professor Emérito, lecionou na UFSC após a aposentadoria, por mais de 40 anos.
Foi Coordenador do Departamento de Filosofia, Co-Fundador e Coordenador do Dout. Interdisciplinar em Ciências Humanas na UFSC, membro de corpo editorial e/ou revisor de 3 periódicos, teve mais de 25 artigos publicados, 12 livros publicados, 14 capítulos em livros publicados, 30 textos publicados em jornais ou revistas, 2 trabalhos em anais de congressos, 26 apresentações de trabalho, 35 outras produções bibliográficas.
Selvino lecionou nos cursos de Filosofia, Enfermagem, Educação, Administração, Educação Física, Direito, Serviço Social, entre outros, na UFSC e como convidado em outroas universidades pelo Brasil. Participou de pelo menos 63 bancas de mestrado, 67 teses de doutorado, de 65 qualificações de mestrado e doutorado, e demais em apresentações de TCCs. Orientou 43 dissertações de mestrado, 42 teses de doutorado, e demais apresentações de TCCs e supervisão de pós-doutorado. Participou de 9 concursos públicos, 5 avaliações de cursos, mais de 50 eventos e 10 “outras participações”; organizou pelo menos 5 eventos, e fez incontáveis traduções para sala de aula. A grande paixão da sua vida como profissional foi lecionar.
Faleceu em Florianópolis, em 30 de Setembro de 2017.

## Traduções
Selvino era conhecido como tradutor de obras do autor italiano Giorgio Agamben para o Português. Segue a listagem abaixo das obras traduzidas:
- ASSMANN, Selvino José. O uso dos corpos. Homo sacer IV, 2. São Paulo: Boitempo, 2016. (Tradução/Livro).
- ASSMANN, Selvino José. Pilatos e Jesus. São Paulo/Florianópolis: Boitempo/SP e Editora da UFSC, 2015 (Revisão de tradução de livro).
- ASSMANN, Selvino José. O mistério do Mal. São Paulo/Florianópolis: Boitempo Editorial / Editora UFSC, 2015 (Revisão de tradução de livro).
- ASSMANN, Selvino José. Porque Deus voltou à cena.. Roma - Italia: Repubblica ,, 2015. (Tradução/Artigo).
- ASSMANN, Selvino José. Stasis: a guerra civil como paradigma político. Roma: Repubblica, 2015. (Tradução/Artigo).
- ASSMANN, Selvino José. Agamben: A democracia é um conceito ambíguo - Entrevista com G. Agamben. São Paulo: Boitempo Editora - Blog, 2014. (Tradução/Artigo).
- ASSMANN, Selvino José. Parábolas, a língua do Reino. S. Leopoldo - RS: Cadernos IHU, 2014. (Tradução/Artigo).
- ASSMANN, Selvino José. Altíssima Pobreza. Regras monásticas e forma de vida. São Paulo: Boitempo Editorial, 2014. (Tradução/Livro).
- ASSMANN, Selvino José. Benjamin e o capitalismo. Roma: Lo Straniero - rivista, 2013. (Tradução/Artigo).
- ASSMANN, Selvino José. O comércio no Ocidente medieval: o sagrado cotidiano. Florianópolis, 2013. (Tradução/Artigo).
- ASSMANN, Selvino José. O espírito do dinheiro. Milão - Italia: Jaca Book, 2012. (Tradução/Artigo).
- ASSMANN, Selvino José. O Reino e a Glória. Uma genealogia teológica da economia e do governo. Homo Sacer II, 2. São Paulo: Boitempo, 2011. (Tradução/Livro).
- ASSMANN, Selvino José. O sacramento da linguagem: arqueologia do juramento. Homo sacer II, 3. Belo Horizonte: Editora da UFMG, 2011. (Tradução/Livro).
- ASSMANN, Selvino José. Em que cremos? Redescubramos a ética. Entrevista com Giorgio Agamben. S.Leopoldo - RS: IHU Online - UNISINOS, 2011. (Tradução/Outra).
- ASSMANN, Selvino José. A trilogia "Homo Sacer", de Agamben. São Leopoldo - RGS: IHU online Revista do Instituto Humanitas Unisinos, 2011. (Tradução/Outra).
- ASSMANN, Selvino José. Condição humana contra "natureza". Florianópolis/SC: Revista Estudos Feministas, 2008. (Tradução/Artigo).
- ASSMANN, Selvino José. O que resta de Auschwitz. O arquivo e a testemunha. São Paulo: Boitempo, 2008. (Tradução/Livro).
- ASSMANN, Selvino José. Profanações. São Paulo: Editorial Boitempo, 2007. (Tradução/Livro).
- ASSMANN, Selvino José. Declaração dos direitos da mulher e da cidadã. Florianópolis/SC: Revista Internacional Interdisciplinar INTERTHESIS, 2007. (Tradução/Outra).
- ASSMANN, Selvino José. Necessidade e contingência da natureza humana. Florianópolis/SC: Revista Internacional Interdisciplinar INTERTHESIS, 2007. (Tradução/Artigo).
- ASSMANN, Selvino José. Estâncias. A palavra e o fantasma na cultura ocidental. Belo Horizonte: Edit. UFMG, 2007. (Tradução/Livro).
- ASSMANN, Selvino José. Omnes et Singulatim. Florianópolis: Nephelibata, 2006. (Tradução/Livro).
- ASSMANN, Selvino José. Vida e morte: um par dialético. Entrevista com Mirko D. Grmek. Roma: Interthesis. Revista eletrônica do DICH - CFH - UFSC, 2006. (Tradução/Artigo).
- ASSMANN, Selvino José. Movimento. Roma - Italia: InterTHESIS, Revista eletrônica - CFH - UFSC (www.interthesis.cfh.ufsc.br), 2006. (Tradução/Artigo).
- MACCHIAVELLI, Niccolò ; ASSMANN, Selvino José . A natureza humana segundo Maquiavel. Firenze: Sansoni, 2006. (Tradução/Outra).
- ASSMANN, Selvino José. Da teologia política à teologia econômica - Entrevista com Giorgio Agamben. Florianópolis - SC: Interthesis - Revista Internacional Interdisciplinar, 2005. (Tradução/Artigo).

## Obras Publicadas
- Artigos completos publicados em periódicos

1.
ASSMANN, Selvino José; GASPARI, S. . Entrevista com o Professor Selvino Assmann. Mutatis Mutandis (Medellin. 2008), v. 9, p. 68-76, 2016.
2.
SOUZA, H. F. P. ; ASSMANN, Selvino José . A poesia roda-viva e o desvelar da biopolítica. Acta Scientiarum. Human and Social Sciences (Impresso), v. 37, p. 103-111, 2015.
3.
GOMES, Ivan ; VAZ, Alexandre F ; ASSMANN, Selvino José . Sobre combates e defesas do corpo na modernidade líquida:a radicalização dos conselhos privatizados para o indíduo saudável. Educación Física y Ciência, v. 16, p. 1-11, 2014.
4.
PLATT, A. D. ; ASSMANN, Selvino José ; DUTRA, Delamar Volpato . A formação acadêmica dos revolucionários republicanos brasileiros no século XIX. Revista HISTEDBR On-line, v. jun2013, p. 103-121, 2013.
5.
ZILIO, L. B. ; BARCELLOS, R. M. R. ; DELLAGNELO, E. H. L. ; ASSMANN, Selvino José . Organizações contra-hegemônicas e a possibilidade de redescoberta da política na modernidade: uma contribuição a partir do pensamento de Hannah Arendt. Cadernos EBAPE.BR (FGV), v. X, p. 789-803, 2012.
Citações:1
6.
STASSUN, Cristian C. S. ; ASSMANN, Selvino José . Hipermobilidade estética e dispositivos de controle de circulação: o desejo de ser notado e encontrado na Internet. Cadernos de Pesquisa Interdisciplinar em Ciências Humanas (Online), v. XIII, p. 153-177, 2012.
7.
PAEGLE, Eduardo G.M. ; KLUG, João ; ASSMANN, Selvino José . A "Marcha para Jesus" como rito de inversão: uma análise de Florianópolis. Protestantismo em Revista, v. 21, p. 25-33, 2010.
Citações:2
8.
FERREIRA, Luiz A. Peregrino ; ASSMANN, Selvino José ; RAMOS, Flávia R. . O encontro de Fracastoro com Descartes: reflexão sobre a temporalidade do método. Texto & Contexto Enfermagem (UFSC. Impresso), v. 19, p. 168-175, 2010.
9.
LEIS, Hector Ricardo ; ASSMANN, Selvino José . Aproximações entre a ditadura e a democracia. Ciências Sociais Unisinos, v. 46, p. 116-120, 2010.
10.
GOMES, Ivan ; VAZ, Alexandre F ; ASSMANN, Selvino José . Conselheiros Midiáticos: o "Caderno Equilíbrio" da Folha de S.Paulo e suas ponderações na formação do indivíduo saudável. Movimento (UFRGS. Impresso), v. 16, p. 117-134, 2010.
11.
STASSUN, Cristian C. S. ; ASSMANN, Selvino José . Dispositivo: fusão de objeto e método de pesquisa em M. Foucault. Cadernos de Pesquisa Interdisciplinar em Ciências Humanas (UFSC), v. 11, p. 54-71, 2010.
12.
ASSMANN, Selvino José; PICH, Santiago ; GOMES, Ivan ; VAZ, Alexandre F . Do poder sobre a vida e do poder da vida: lugares do corpo, biopolítica. Temas & Matizes, v. 11, p. 19-27, 2009.
13.
GOMES, Ivan ; VAZ, Alexandre ; ASSMANN, Selvino José . O Estado-nação e suas estratégias especializadas de jardinagem: a SAÚDE COMO FOCO DE AÇÃO. Educere et Educare (versão eletrônica), v. 4, p. 13, 2009.
14.
ASSMANN, Selvino José; FALKEMBACH, Elza . A amizade no MST, uma estilística de resistência. La Piragua, v. 27, p. 92-100, 2008.
15.
ASSMANN, Selvino José. Condição humana contra "natureza": diálogo entre Adriana Cavarero e Judith Butler. Revista Estudos Feministas, v. 7, p. 647-649, 2008.
16.
ASSMANN, Selvino José; NUNES, Nei Antônio . Michel Foucault e a genealogia como crítica do presente. INTERthesis (Florianópolis), v. 4, p. 1-21, 2007.
17.
ASSMANN, Selvino José. O direito à vida ameaçado.. Motrivivência, Florianópolis, v. 12, n.16, p. 17-33, 2001.
Citações:1
18.
ASSMANN, Selvino José; NUNES, Nei Antônio . A escola e as práticas de poder disciplinar. Perspectiva Revista do Centro de Ciências da Educação, Florianópolis, v. 18, n.33, p. 135-153, 2000.
19.
ASSMANN, Selvino José. Globalização como fato e como ideologia. Ulysses Revista de Cultura e Política, Florianópolis, v. 1, n.1, p. 27-38, 1998.
Citações:1
20.
ASSMANN, Selvino José. Uma crítica à razão neoliberal. Encontros Teológicos, Florianópolis, v. 25, p. 49-53, 1998.
21.
ASSMANN, Selvino José. Cidadania na Terceira Idade. Grifos (Chapecó), Chapecó/SC, n.n. 03, p. 46-58, 1996.
22.
ASSMANN, Selvino José. Estoicismo e helenização do cristianismo. Revista de Ciências Humanas (CFH/UFSC), Florianópolis, v. 11, n.15, p. 24-38, 1995.
23.
ASSMANN, Selvino José. Sobre a política e a pedagogia em Rousseau (É possível ser homem e ser cidadão?). Perspectiva (Florianópolis), Florianópolis, v. 6, n.11, p. 22-44, 1988.
24.
ASSMANN, Selvino José. Vico, um gênio solitário e renovador. Revista de Ciências Humanas (Florianópolis), Florianopolis, v. IV, n.7, p. 55-66, 1985.
25.
ASSMANN, Selvino José. Escola de Frankfurt: uma superação do materialismo histórico?. Revista de Ciências Humanas (Florianópolis), Florianópolis, v. III, n.6, p. 19-34, 1984.
- Livros publicados/organizados ou edições

1.
GAUTHIER, F. O. (Org.) ; ASSMANN, Selvino José (Org.) ; VERNAL, J. (Org.) . Interdisciplinaridade: teoria e prática. vol I. 1. ed. Florianopolis/SC: EGC, 2014. v. 1. 456p .
2.
BAZZANELLA, Sandro Luiz ; ASSMANN, Selvino José . A vida como potência a partir de Nietzsche e Agamben. 01. ed. São Paulo: LiberArs, 2013. v. 01. 214p .
3.
Caponi, Sandra (Org.) ; VERDI, M. I. M. (Org.) ; ASSMANN, Selvino José (Org.) ; Valencia, Maria F.V. (Org.) . A medicalização da vida como estratégia biopolítica. 1. ed. São Paulo: Editora LiberArs, 2013. v. 1. 136p .
4.
GAUTHIER, F. O. (Org.) ; ASSMANN, Selvino José (Org.) ; KAZAMA, R. (Org.) ; CARDENAS, Y. G. (Org.) . Anais do Simpósio Internacional sobre Interidisciplinaridade no Ensino, na Pesquisa e na Extensão. 1. ed. Florianópolis: Editora EGC, 2013. v. 1. + 400p .
5.
ASSMANN, Selvino José; DUTRA, Delamar Volpato ; HEBECHE, Luiz A. . História da Filosofia IV. 1. ed. Florianópolis: Filosofia/EAD/UFSC, 2009. v. 01. 268p .
6.
ASSMANN, Selvino José. Filosofia e Ética. 01. ed. Florianópolis - Brasília: Depto. Ciências Administração/ UFSC; CAPES:UAB, 2009. v. 01. 166p .
7.
ASSMANN, Selvino José. Filosofia. Florianópolis: Departamento de Ciências da Administração/UFSC, 2008. 194p .
8.
ASSMANN, Selvino José; DUTRA, Delamar José Volpato . Filosofia Política I. Florianópolis: Filosofia/EAD/UFSC, 2008. 153p .
9.
LEIS, Hector R ; ASSMANN, Selvino José . Críticas minimalistas. Florianópolis - SC: Editora Insular, 2007. v. 01. 191p .
10.
ASSMANN, Selvino José; LEIS, Hector Ricardo . Crônicas da pólis:da democracia à corrupção, da esquerda à direita, do terrorismo à natureza humana, do mal à amizade, da religião à técnica. Florianópolis: Fundação Boiteux, 2006. v. 500. 103p .
11.
ASSMANN, Selvino José. Filosofia (Curso de Administração a distância). Florianópolis: CAD/UFSC, 2006. 192p .
12.
ASSMANN, Selvino José. Desenvolvimento e conflitos no ambiente rural. , 2005.
- Capítulos de livros publicados

1.
GOMES, Ivan Marcelo ; ASSMANN, Selvino José ; VAZ, Alexandre F . Conselhos privados, escolhas e novas formas de exclusão social:a obesidade como metáfora contemporânea. In: BAGRICHEVSKY, Marcos; ESTEVÃO, Adriana. (Org.). Saúde coletiva; dialogando sobre interfaces temáticas. Ied.Ilhéus, Bahia: EDITUS, Edit. da UESC, 2015, v. ,I, p. 359-393.
2.
ASSMANN, Selvino José; SOUZA, H. F. P. . Direito, literatura e filosofia: o trágico como costura interdisciplinar. In: Ricardo KAZAMA et alii. (Org.). Interdisciplinaridade: teoria e prática. Vol. II. 1ed.Florianopolis: UFSC/EGC, 2014, v. II, p. 121-134.
3.
ASSMANN, Selvino José. Por uma política da vida a partir da relação entre corpo e vida. In: Alex Branco Fraga; Yara Maria de Carvalho; Ivan Marcelo Gomes. (Org.). As práticas corporais no campo da saúde. 1ed.São Paulo: Hucitec, 2013, v. 1, p. 23-51.
4.
PLATT, A. D. ; ASSMANN, Selvino José ; DUTRA, Delamar Volpato . A crítica política e a crise da ordem institucional brasileira entre os séculos XIX e XX. In: Giselda Brito Silva; Júlia Silveira Matos; Karl Schurster. (Org.). Campos da Política. Discursos e práticas. Ied.São Paulo: LP-Books, 2012, v. 01, p. 196-219.
5.
BAZZANELLA, Sandro Luiz ; ASSMANN, Selvino José . A máquina/ dispositivo política: a biopolítica, o estado de exceção, a vida nua. In: Armindo José Longhi. (Org.). Filosofia, política e transformação. 1ed.São Paulo: LiberArs, 2012, v. , p. 63-89.
6.
Brighenti, Agenor ; ASSMANN, Selvino José ; Bento, Fabio Regio ; HENTZ, Paulo ; Rocha, Leonel Severo . O ser humano como problema: por um humanismo trágico e cristão. In: Maria Inês Rocha. (Org.). Humanismo e direitos. Festschrift a Agenor Brighenti.. Passo Fundo - RS: Edit. Berthier, 2007, v. , p. 203-238.
7.
ASSMANN, Selvino José. Educação para a autonomia. O humanismo como problema. In: Vitorino Serafin. (Org.). IV Congresso Inaciano de Educação - Pedagogia inaciana e os novos sujeitos históricos. Florianópolis: Edições Catarinense, 2006, v. , p. 102-114.
8.
ASSMANN, Selvino José; Falkembach, Elza M. F. & ASSMANN, elvino J ; Sujeitos sem-terra em movimento: conflito, socialização e individuação. In: Guivant, Julia S.; Scheibe, L.Fernando e Assmann, Selvino J.. (Org.). Desenvolvimento e conflitos no ambiente rural. Ied.Florianópolis: Insular, 2005, v. , p. 259-289.
9.
ASSMANN, Selvino José. O direito à vida ameaçado. In: Fábio Régio Bento. (Org.). Cristianismo, humanismo e democracia. São Paulo: Paulus, 2005, v. , p. 271-292.
10.
ASSMANN, Selvino José. Crise ética e crise da ética a partir da pergunta pela ética profissional. In: Costa, Fabíola C.B.; Bianchetti, Lucídio; Olinda, Evangelista. (Org.). Escola Viva. Ied.Florianópolis: NUP/CED/UFSC, 2003, v. , p. 103-117.
11.
ASSMANN, Selvino José; SILVA, A. M. ; SOARES, Carmen Lúcia . A valorização do corpo e as falácias de um novo arquétipo da felicidade humana. In: Silva, Ana Márcia. (Org.). Estudos Interdisciplinares em Ciências Humanas. Florianópolis: Cidade Futura, 2003, v. , p. 267-330.
12.
ASSMANN, Selvino José; VAZ, Alexandre F ; SILVA, A. M. . O corpo como limite. In: Yara Maria de Carvalho; Katia Rubio. (Org.). Educação física e Ciências Humanas. São Paulo: Hucitec, 2001, v. , p. 77-88.
13.
ASSMANN, Selvino José. O que têm a ver os filósofos com a política?. In: Sônia T. Felipe. (Org.). Justiça como equidade. Fundamentação e interlocuções polêmicas.. Florianópolis: Insular, 1998, v. , p. 303-312.
14.
ASSMANN, Selvino José. Marxismo e liberalismo: utopias revisitadas. In: Katie Arguello. (Org.). Direito e Democracia. Florianópolis: Letras Contemporâneas, 1996, v. , p. 25-38.
- Textos em jornais de notícias/revistas

1.
ASSMANN, Selvino José. O romano radical (Entrevista). Subtrópicos, Florianópolis, p. 6 - 7, 31 mar. 2015.
2.
ASSMANN, Selvino José. Galmberti e o ser humano na idade da técnica. Cadernos IHU, São Leopoldo, 13 maio 2013.
3.
ASSMANN, Selvino José. Altissima pobreza e a primazia do economico. Um livro de Agamben em debate. Noticias do Instituto Humanitas, São Leopoldo, 11 maio 2013.
4.
ASSMANN, Selvino José; CIMBALISTA, Silmara . Editorial. INTERthesis (Florianópolis), Florianópolis, 26 dez. 2011.
5.
ASSMANN, Selvino José; LEIS, Hector R . Cuba como oportunidade explícita para a esquerda se repensar. Floripa Total, Florianopolis, p. 16 - 16, 05 jul. 2010.
6.
ASSMANN, Selvino José; LEIS, Hector R . Contribuição ao debate sobre a qualidade da democracia. Floripa Total, Florianópolis, p. 16 - 16, 05 abr. 2010.
7.
LEIS, Hector Ricardo ; ASSMANN, Selvino José . A revolta da natureza: a insegurança climática em SC e no mundo. Floripa Total, Florianópolis/SC, p. 14 - 14, 10 dez. 2008.
8.
LEIS, Hector Ricardo ; ASSMANN, Selvino José . O mistério de Ingrid Betancourt. Floripa Total, Florianópolis, p. 16 - 16, 10 set. 2008.
9.
ASSMANN, Selvino José; LEIS, Hector Ricardo . De como salvar a universidade pública dela mesma - II. Floripa Total, Florianópolis/SC, p. 16 - 16, 12 jul. 2007.
10.
ASSMANN, Selvino José; LEIS, Hector R . De como salvar a universidade pública dela mesma - I. Floripa Total, Florianópolis/SC, p. 16 - 16, 15 maio 2007.
11.
ASSMANN, Selvino José; LEIS, Hector R . Crise ética ou tragédia da ética?. Floripa Total, Florianópolis, p. 16 - 16, 18 abr. 2007.
12.
LEIS, Hector R ; ASSMANN, Selvino José . O difícil desafio da governabilidade ambiental global. Floripa Total, Florianópolis, p. 16 - 16, 02 dez. 2006.
13.
ASSMANN, Selvino José; LEIS, Hector R . O Brasil profundo. Floripa Total, Florianopolis, p. 16 - 16, 10 nov. 2006.
14.
ASSMANN, Selvino José; LEIS, Hector R . A pobreza do determinismo e o populismo da pobreza. Floripa Total, Florianopolis, p. 16 - 16, 21 out. 2006.
15.
ASSMANN, Selvino José; LEIS, Hector R . Deus não é brasileiro, nem no futebol nem na política. Floripa Total, Florianopolis, p. 16 - 16, 08 ago. 2006.
16.
LEIS, Hector R ; ASSMANN, Selvino José . Discutindo a universidade a partir do conceito de interdisciplinaridade. Floripa Total, Florianopolis, p. 16 - 16, 31 jul. 2006.
17.
ASSMANN, Selvino José; LEIS, Hector Ricardo . A sociedade dos mortos-vivos. Floripa Total, Florianopolis, p. 16 - 16, 20 jun. 2006.
18.
ASSMANN, Selvino José; LEIS, Hector Ricardo . A dificuldade para pensar a guerra. Floripa Total, Florianopolis, p. 16 - 16, 16 maio 2006.
19.
ASSMANN, Selvino José; LEIS, Hector Ricardo . A intimidade, essa fascinante desconhecida. Floripa Total, Florianopolis, , v. 15, p. 16 - 16, 13 abr. 2006.
20.
ASSMANN, Selvino José; LEIS, Hector R . Estrangeiros e manés. Floripa Total, Florianópolis, , v. 4, p. 16 - 16, 09 abr. 2006.
21.
ASSMANN, Selvino José; LEIS, Hector R . A tolerância e as caricaturas de Maomé. Floripa Total, Florianopolis, , v. 14, p. 16 - 16, 11 mar. 2006.
22.
ASSMANN, Selvino José; LEIS, Hector R . Os limites da política. Floripa Total, Florianopolis, , v. 13, p. 16 - 16, 13 fev. 2006.
23.
ASSMANN, Selvino José; LEIS, Hector R . Da amizade. Floripa Total, Florianópolis, , v. 12, p. 16 - 16, 08 dez. 2005.
24.
ASSMANN, Selvino José; LEIS, Hector R . O mal existe. Floripa Total, Florianópolis, , v. 11, p. 16 - 16, 10 nov. 2005.
25.
ASSMANN, Selvino José; LEIS, Hector R . Sem Estado não há democracia. Floripa Total, Florianópolis, , v. 9, p. 16 - 16, 09 set. 2005.
26.
ASSMANN, Selvino José; LEIS, Hector R . Em defesa do nome dos bois. Floripa Total, Florianópolis, , v. 10, p. 16 - 16, 08 set. 2005.
27.
ASSMANN, Selvino José; LEIS, Hector R . Significado do terrorismo atual. Floripa Total, Florianópolis, , v. 8, p. 16 - 16, 05 ago. 2005.
28.
ASSMANN, Selvino José; LEIS, Hector R . Que esquerda é essa?. Floripa Total, Florianópolis, , v. 7, p. 16 - 16, 08 jul. 2005.
29.
ASSMANN, Selvino José; LEIS, Hector R . O dilema da natureza humana no século XXI. Floripa Total, Florianópolis, , v. 6, p. 16 - 16, 10 jun. 2005.
30.
ASSMANN, Selvino José; LEIS, Hector R . Um Papa para a Cidade de Deus ou para a Cidade dos Homens?. Floripa Total, Florianopolis, , v. 5, p. 16 - 16, 10 maio 2005.
- Trabalhos completos publicados em anais de congressos

1.
SOUZA, H. F. P. ; ASSMANN, Selvino José . Por uma visão tragica do direito. In: II CONINTER Congresso Internacional Interdisciplinar em Sociais e Humanidades, 2013, Belo Horizonte/MG. Anais do II CONINTER, 2013.
2.
BEVIAN, E. C. ; ASSMANN, Selvino José . O adoecimento do trabalhador. In: Congresso Interncional Interdisciplinar em Sociais e Humanidades - CONINTER, 2012, Niteroi - RJ. Anais do CONINTER, 2012. p. 1-14.
- Artigos aceitos para publicação

1.
SOUZA, H. F. P. ; ASSMANN, Selvino José . A poesia roda-vida e o desvelar da biopolítica. Acta Scientiarum. Human and Social Sciences (Impresso), 2015.
- Apresentações de Trabalho

1.
ASSMANN, Selvino José; BIRKNER, W. M. K. . A primazia do econômico hoje e sua fundamentação teológica. 2015. (Apresentação de Trabalho/Conferência ou palestra).
2.
ASSMANN, Selvino José. Relação entre teologia e política em Agamben: 'Pilatos e Jesus'. 2015. (Apresentação de Trabalho/Conferência ou palestra).
3.
ASSMANN, Selvino José. Formação humana: desafios da tecnologia e da economia no mundo contemporâneo. 2015. (Apresentação de Trabalho/Conferência ou palestra).
4.
ASSMANN, Selvino José. A relação entre economia e teologia a partir de Benjamin e Agamben. 2015. (Apresentação de Trabalho/Simpósio).
5.
OLIVEIRA, E. ; ASSMANN, Selvino José . Giorgio Agamben e a questão ambiental. 2015. (Apresentação de Trabalho/Congresso).
6.
ASSMANN, Selvino José. A primazia do econômico. 2014. (Apresentação de Trabalho/Conferência ou palestra).
7.
ASSMANN, Selvino José. Educação, ciência e modernidade. 2013. (Apresentação de Trabalho/Conferência ou palestra).
8.
ASSMANN, Selvino José. Interdisciplinaridade e conhecimento na atualidade. 2013. (Apresentação de Trabalho/Seminário).
9.
ASSMANN, Selvino José. A técnica no pensamento de Umberto Galimberti. 2013. (Apresentação de Trabalho/Conferência ou palestra).
10.
ASSMANN, Selvino José. Altissima pobreza e a primazia do econômico. Um livro de Agamben. 2013. (Apresentação de Trabalho/Conferência ou palestra).
11.
ASSMANN, Selvino José. Interdisciplinaridade em bioética: os conteúdos de filosofia. 2013. (Apresentação de Trabalho/Congresso).
12.
ASSMANN, Selvino José. Educação, ciência e modernidade-diálogos sobre o poder. 2013. (Apresentação de Trabalho/Conferência ou palestra).
13.
ASSMANN, Selvino José. A biopolítica em Michel Foucault e Giorgio Agamben. 2013. (Apresentação de Trabalho/Conferência ou palestra).
14.
ASSMANN, Selvino José. Por uma crítica à racionalidade econômica. 2013. (Apresentação de Trabalho/Simpósio).
15.
ASSMANN, Selvino José. Pós-modernidade ou Pós-ocidentalidade. 2013. (Apresentação de Trabalho/Seminário).
16.
STORTI, C. ; ASSMANN, Selvino José . Ciência e direito internacional entre séculos XIX e XX. 2013. (Apresentação de Trabalho/Congresso).
17.
BAZZANELLA, Sandro Luiz ; ASSMANN, Selvino José . Uma leitura da obra de Giorgio Agamben. 2013. (Apresentação de Trabalho/Conferência ou palestra).
18.
SOUZA, H. F. P. ; ASSMANN, Selvino José . Por uma leitura trágica do direito. 2013. (Apresentação de Trabalho/Congresso).
19.
SOUZA, H. F. P. ; ASSMANN, Selvino José . Por uma visão trágica no direito. 2013. (Apresentação de Trabalho/Congresso).
20.
ASSMANN, Selvino José. Ética, política e economia em Giorgio Agamben. 2013. (Apresentação de Trabalho/Seminário).
21.
ASSMANN, Selvino José. Comunità che viene: o pensamento de Giorgio Agamben. 2012. (Apresentação de Trabalho/Conferência ou palestra).
22.
ASSMANN, Selvino José. Políticas da vida e pedagogias do corpo. 2012. (Apresentação de Trabalho/Conferência ou palestra).
23.
ASSMANN, Selvino José. Relação entre vida e forma de vida em Agamben. 2011. (Apresentação de Trabalho/Simpósio).
24.
CISNEROS, L. ; ASSMANN, Selvino José . Las relaciones políticas entendidas desde lo particular contingente y la microfisica del poder. 2011. (Apresentação de Trabalho/Congresso).
25.
ASSMANN, Selvino José. Agamben como leitor da biopolítica. 2010. (Apresentação de Trabalho/Simpósio).
26.
ASSMANN, Selvino José. Biopolítica em Foucault e Agamben: duas perspectivas. 2010. (Apresentação de Trabalho/Conferência ou palestra).
- Outras produções bibliográficas

1.
ASSMANN, Selvino José; CIMBALISTA, Silmara ; VERNAL, J. . Interthesis Revista interdisciplinar de Ciências Humanas. Florianópolis - SC 2016 (Editorial de Revista).
2.
ASSMANN, Selvino José. Prefácio. Curitiba, 2016. (Prefácio, Pósfacio/Prefácio)>.
3.
CIMBALISTA, Silmara ; VERNAL, J. ; ASSMANN, Selvino José . Editorial. Florianópolis/SC 2015 (Editorial de Revista).
4.
ASSMANN, Selvino José. Apresentação. Florianópolis, 2014. (Prefácio, Pósfacio/Apresentação)>.
5.
ASSMANN, Selvino José. Apresentação. Florianópolis, 2014. (Prefácio, Pósfacio/Prefácio)>.
6.
CIMBALISTA, Silmara ; VERNAL, J. ; ASSMANN, Selvino José . Editorial. Florianópolis: Revista Internacional Interdisciplinar INTERthesis, 2013 (Editorial de Revista).
7.
ASSMANN, Selvino José. Apresentação. São Paulo, 2007. (Prefácio, Pósfacio/Apresentação)>.
8.
ASSMANN, Selvino José. Omnes et Singulatim. Florianópolis, 2006. (Prefácio, Pósfacio/Apresentação)>.
9.
ASSMANN, Selvino José. Editorial : A Ética no trabalho e a ética na pesquisa. Florianópolis, 2005. (Prefácio, Pósfacio/Apresentação)>.